# Corus Group
Corus Group  fue una de las principales empresas fabricantes de acero y aluminio. Tiene su sede en Londres, Reino Unido.
Corus fue creada tras la fusión en 1999 entre la británica British Steel y la holandesa Hoogovens. Su capacidad de producción se estima en 18 millones de toneladas de acero, situándose así en sexta posición en el ranking mundial de empresas siderúrgicas. Corus ha sido objeto de varias OPAs por parte de la india Tata Steel y de la brasileña Companhia Siderurgica Nacional, CSN. Una fusión entre Corus y CSN crearía la quinta acería del mundo.
- Datos: Q708240